# Банановий спліт
Банановий спліт (англ. banana split) — десерт із морозива, типовий десерт американської кухні.
За однією з версій вперше його продали в аптеці містечка Латроб у штаті Пенсільванія в 1904 році. Створив десерт продавець газованих напоїв Девід Стріклер. Але справді популярним спліт став в 1920-х роках
У класичному варіанті Банановий спліт складається з очищеного банана, розрізаного вздовж, на який викладаються кульки ванільного, шоколадного, та суничного морозива, які поливаються ананасовим та полуничним сиропами та шоколадним соусом.
Потім десерт покривається горіхами, прикрашається збитими вершками та коктейльною вишнею. Подається на видовженій тарілочці. Є одним із видів санде.